# 泡泡 (早安少女組。單曲)
「泡泡」（シャボン玉）是日本的女子偶像組合「早安少女組。」的第19张单曲。於2003年7月30日由zetima发售。

## 概要
- 「泡泡」是早安少女組。六期成員藤本美貴、龜井繪里、道重沙由美、田中麗奈加入後參與的第一張單曲
- 此單曲有2個版本，分別有「初回生産限定盤」和「CD ONLY」2個版本。
- 在8月11日於公信榜單曲週排行榜取得第2位。

## 收錄內容

### CD
1. 泡泡
（作詞・作曲：淳君　編曲：高橋諭一）
2. 不想為此而流淚（涙にはしたくない）
（作詞・作曲：淳君　編曲：鈴木俊介）
3. 泡泡(Instrumental)